# ディフェンダーズ 闘う弁護士
『ディフェンダーズ 闘う弁護士』（ディフェンダーズ たたかうべんごし、The Defenders）は、2010年から米CBSで放送されたテレビドラマでジム・ベルーシ、ジェリー・オコンネル主演のリーガル・ドラマ。
日本ではAXNミステリーにて2011年7月から放送している。

## キャスト
- ニック・モレリ - ジム・ベルーシ：野島昭生
- ピート・カズマレック - ジェリー・オコンネル：森川智之
- リサ・タイラー - ジャーニー・スモレット：樋口あかり
- ゾーイ・ウォーターズ - ターニャ・フィッシャー：中司ゆう花

## スタッフ
- 製作総指揮：キャロル・メンデルソーン、ケヴィン・ケネディ、ニルス・ミュラー

## エピソード
| シーズン | シーズン | 話数 | 話数 | 放送期間      | 放送期間      |
| シーズン | シーズン | 話数 | 話数 | 初回放送      | 最終回放送    |
| -------- | -------- | ---- | ---- | ------------- | ------------- |
|          | 1        | 18   | 18   | 2010年9月22日 | 2011年3月11日 |